# Trappistenabtei Désert
Die Trappistenabtei Sainte-Marie-du-Désert (lat. Abbatia Sanctae Mariae de Deserto) war ein französisches Kloster in Bellegarde-Sainte-Marie bei Lévignac, Département Haute-Garonne, Erzbistum Toulouse. Am 3. Oktober 2020 hat der Trappistenorden die Abtei aufgehoben.

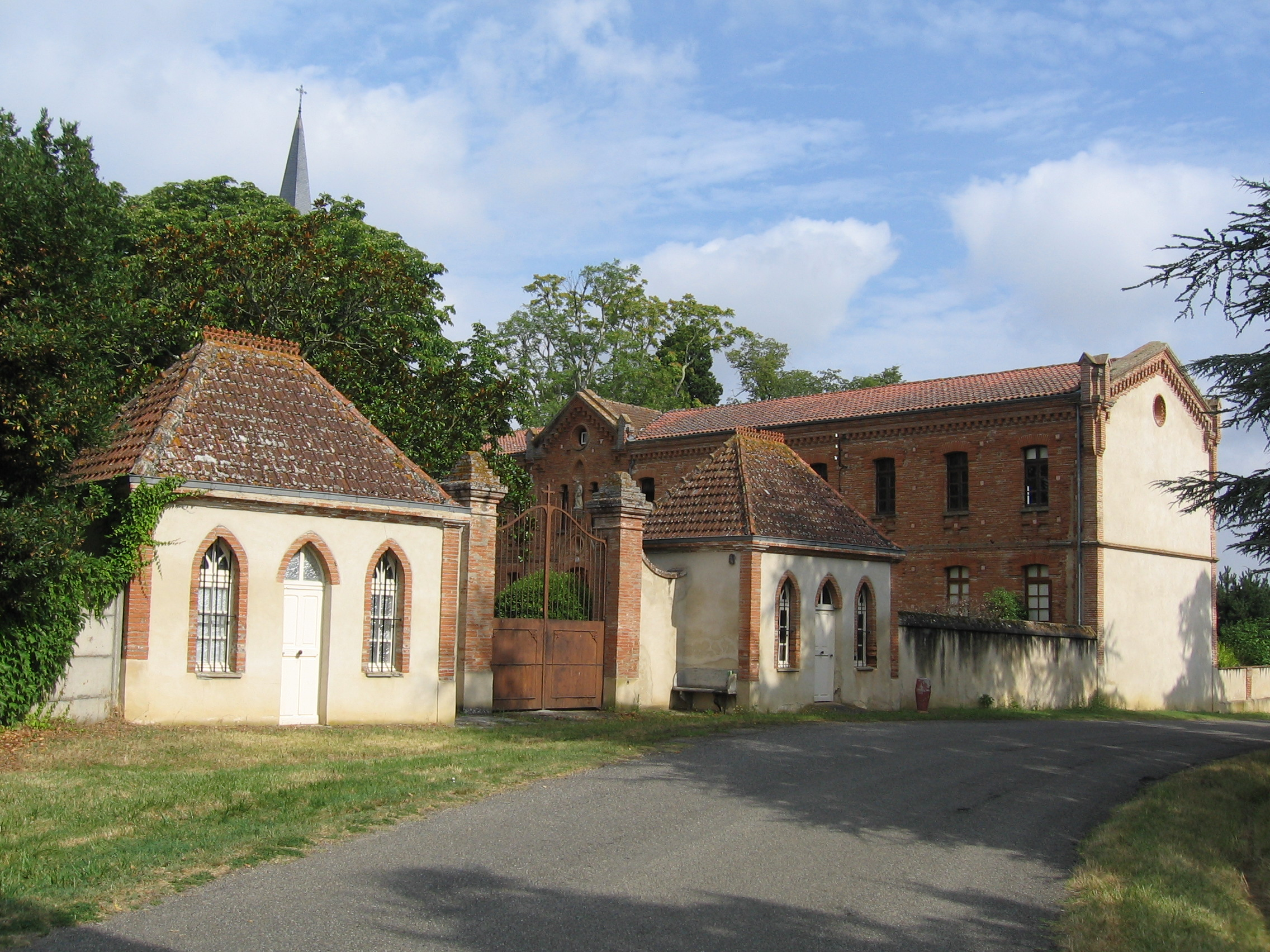
Altes Portal der Abtei

## Geschichte
Kloster Aiguebelle gründete 1852 nordwestlich von Toulouse nahe Lévignac das Kloster Sainte-Marie-du-Désert („Maria Einsiedeln“), das 1855 zum Priorat und 1861 zur Abtei erhoben wurde. Zu den bedeutenden Mönchen des Klosters gehörten Abt André Malet und der selige Marie-Joseph Cassant.
2020 haben die Mönche angekündigt, dass sie den Ort nicht mehr halten können und ihn im September verlassen wollen. Am 4. Oktober 2020 wurde die Abtei an die Vereinigung Le Village de François übergeben.

### Obere, Prioren und Äbte
- Bernard Raymond (1852–1853)
- Marcel Blachère (1853–1861)
- Marie Daverat (1861–1867)
- Etienne Salasc (1867–1881, dann Abt von Kloster La Trappe)
- Candide Albalat y Puigcerver (1881–1911, Gründer spanischer Klöster)
- André Malet (1911–1936)
- Joseph-Marie Vilanove (1936–1948)
- Jean de la Croix Przyluski (1948–1964)
- Adolphe Linet (1964–1966)
- Alexandre Decabooter (1966–1986)
- Jean-Marie Couvreur (1986–2013)
- Pierre-André Burton (* 1963) (2013–)

## Gründungen
- 1876–1918: Wiederbesiedelung von Kloster Igny
- 1890: Trappistenabtei San Isidro de Dueñas (Spanien)
- 1908: Abtei Santa María de Viaceli (Spanien)